# سقوط E-11A نیروی هوایی آمریکا (ژانویه ۲۰۲۰)
در تاریخ ۲۷ ژانویه ۲۰۲۰، یک هواپیمای کوچک نظامی E-11A، وابسته به نیروی هوایی آمریکا در سرزمین‌های تحت تسلط طالبان در افغانستان سقوط کرد. این هواپیما از نوع بمباردیه گلوبال اکسپرس E-11A بوده‌است.
بر اساس نخستین گزارش رسمی، تمامی پنج نفر در هواپیما کشته شدند.

## مشخصات هواپیما
هواپیما از نوع بمباردیه گلوبال اکسپرس بوده‌است که با توجه به مدل‌های مختلف گنجایش بین ۸ تا ۱۷ نفر را دارد. تصاویر ضبط شده نشان می‌دهد که شماره سریال آن ۱۱–۹۳۵۸ بوده‌است.

## مسئولیت حمله
طالبان مسئولیت این حمله را برعهده گرفت.